# Венгерский национальный банк
Венгерский национальный банк (венг. Magyar Nemzeti Bank) — центральный банк Венгрии. Размещается на площади Свободы в Будапеште в историческом здании, построенном в 1902—1905 годах для Австро-Венгерского банка архитектором Игнацем Альпаром.

## История
В период революции 1848—1849 годов функции центрального банка были возложены революционным правительством на Венгерский коммерческий банк Пешта.
После распада Австро-Венгрии роль эмиссионного банка для территорий, ранее входивших в её состав, продолжал выполнять Австро-Венгерский банк, находившийся в совместном управлении Австрии и Венгрии. В 1919 году началось создание национальных денежно-кредитных систем.
11 июля 1921 года в качестве национального центрального банка создан Королевский Венгерский государственный банк, начавший операции 1 августа того же года.
24 июня 1924 года в форме общества с ограниченной ответственностью создан Венгерский национальный банк. В 1947 году банк национализирован.